# Heřmánky nad Odrou

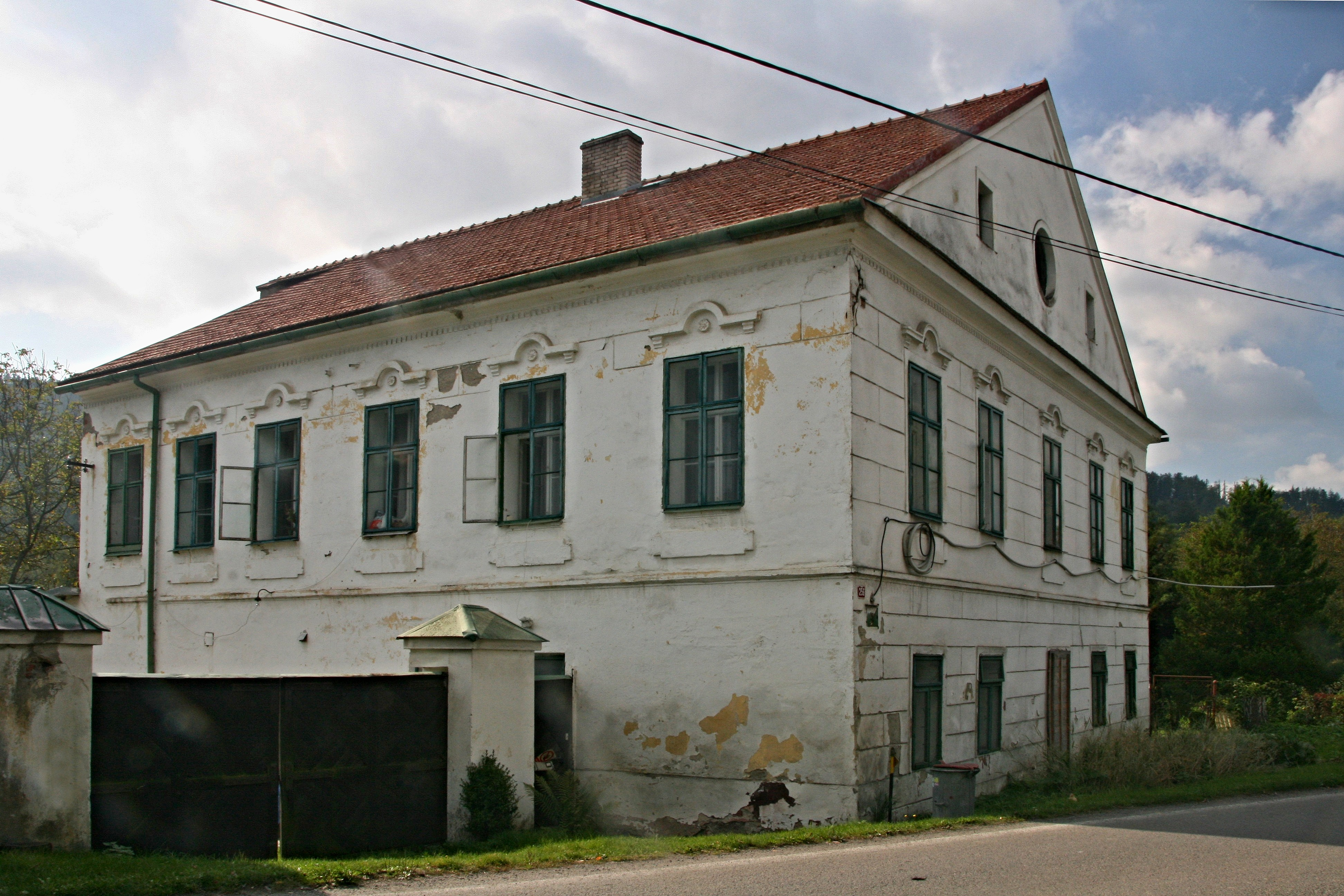
Bauerngut

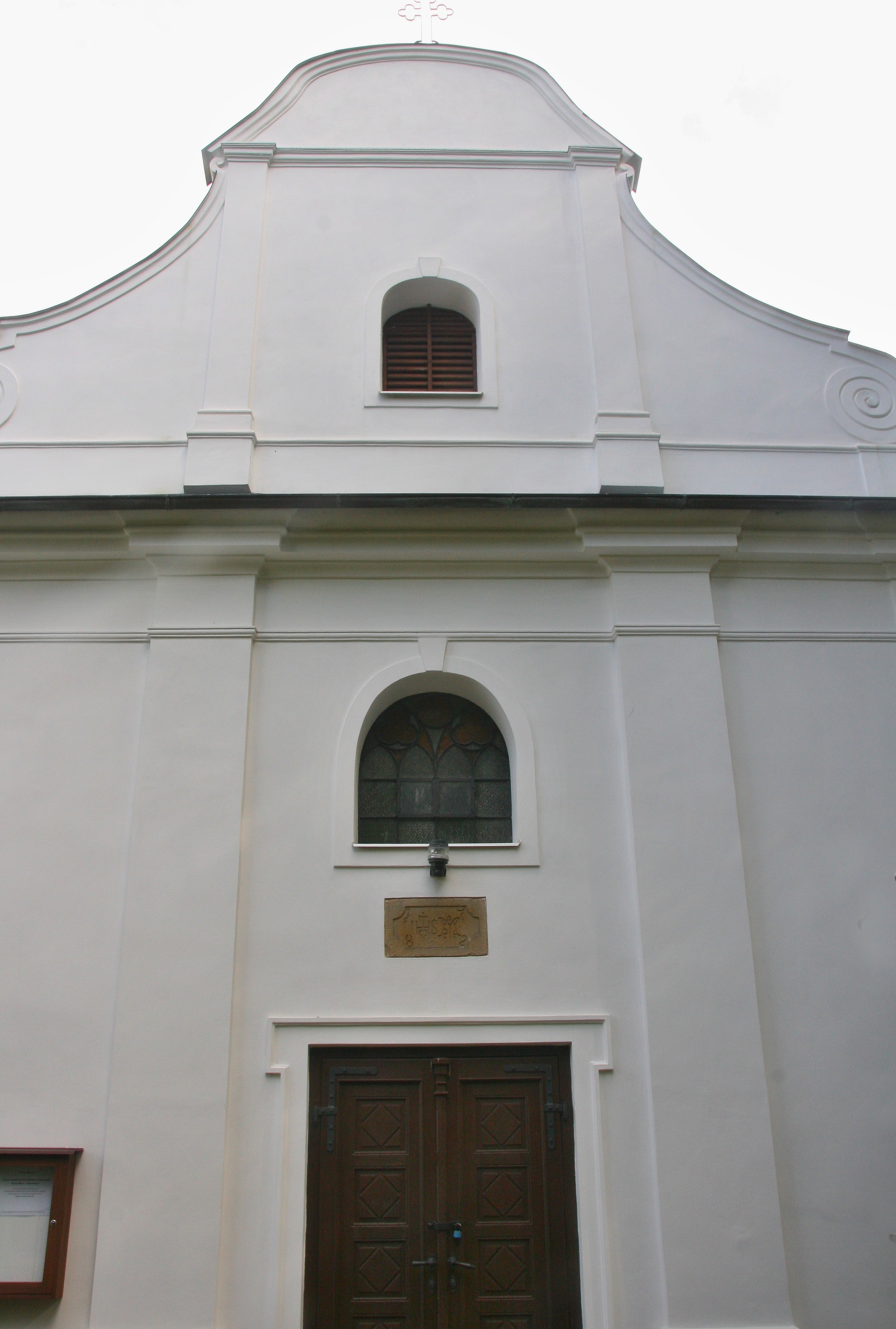
Kirche der Unbefleckten Empfängnis

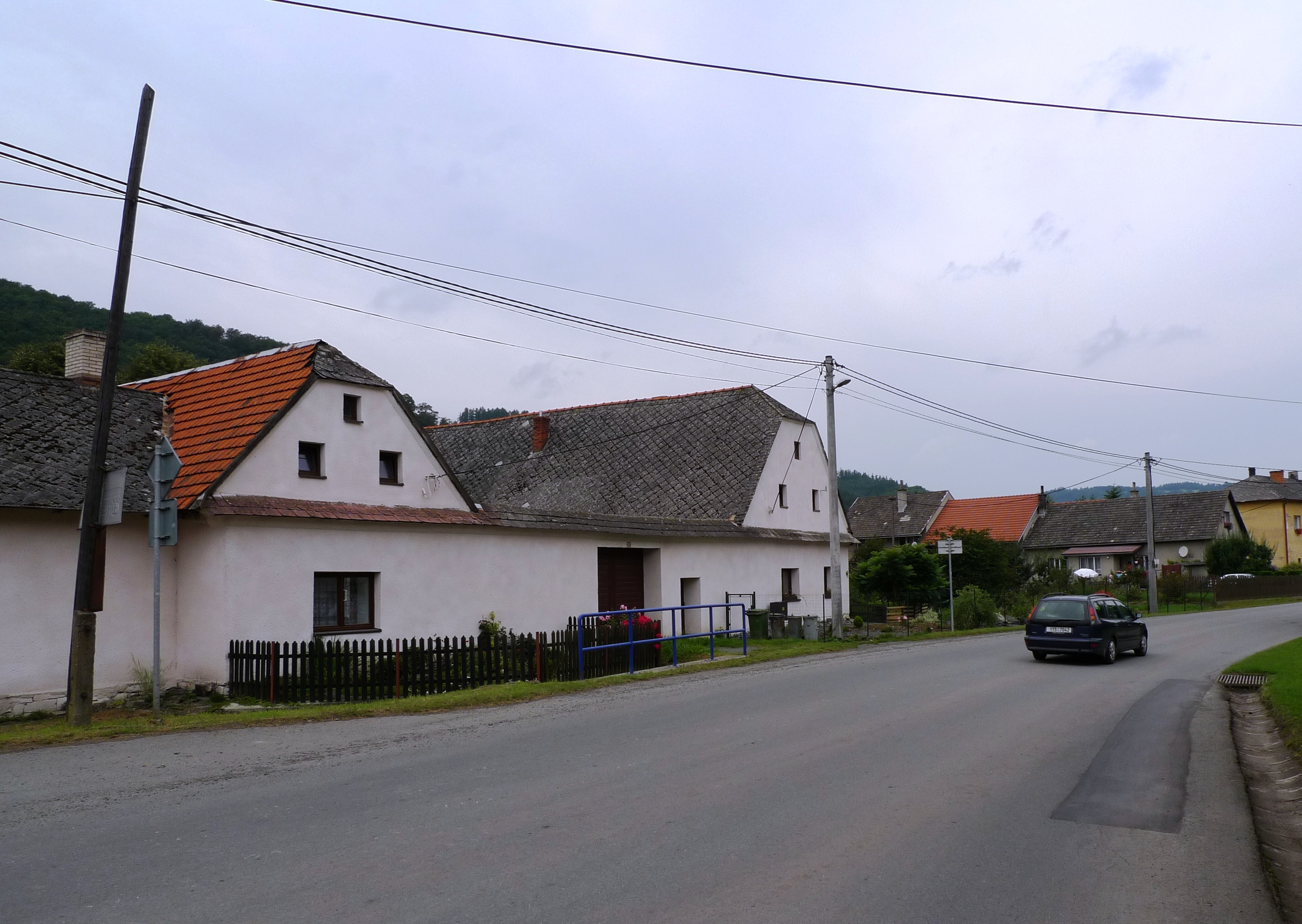
Gehöft

Heřmánky (deutsch Klein Hermsdorf) ist eine Gemeinde in Tschechien. Sie liegt sechseinhalb Kilometer nordwestlich von Odry und gehört zum Okres Nový Jičín.

## Geographie
Heřmánky erstreckt sich am Fuße der Vítkovská vrchovina (Wigstadtler Berge) unterhalb der Einmündung der Čermná (Czerwenka) am linken Oderufer. Im Ort mündet zudem der Bach Heřmanický potok (Groß Hermsdorfer Bach) in die Oder. Nördlich erhebt sich die Čermenka (523 m n.m.), im Osten der Chrastavec (532 m n.m.), südlich die Horní Buková (Oberer Berg, 542 m n.m.) und die Suchá (Dorraberg; 578 m n.m.), im Südwesten die Fléčka (534 m n.m.), westlich der Stráž (548 m n.m.) sowie im Nordwesten die Čížovice (Czischowitz, 555 m n.m.) und der Petrov (539 m n.m.). Durch Heřmánky führen die Staatsstraße II/442 zwischen Odry und Vítkov sowie die Bahnstrecke Suchdol nad Odrou–Budišov nad Budišovkou. Gegen Südosten befindet sich der ausgedehnte Steinbruch Jakubčovice. Heřmánky liegt im Naturpark Oderské vrchy.
Nachbarorte sind Klokočov im Norden, Kamenka und Véska im Nordosten, Heřmanice u Oder und Tošovice im Osten, Vítovka und Jakubčovice nad Odrou im Südosten, Dobešov und Jindřichov im Süden, Heltínov und Luboměř im Südwesten, Spálov im Westen sowie Skála Panny Marie und Klokočůvek im Nordwesten.

## Geschichte
Auf dem Chrastavec bestand im 6. Jahrhundert nahe der Bernsteinstraße ein befestigtes Lager Hrynek der Awaren.
Das Dorf wurde vermutlich im 12. Jahrhundert gegründet und nach einem Lokator Hermann benannt. Die erste urkundliche Erwähnung von Heřmánky erfolgte 1362 als Teil der Herrschaft Odry. Im Jahre 1374 wurde Heřmánky durch die Besitzer der Herrschaft Odry, Albert und Peter von Sternberg, vom Heimfall befreit; zu dieser Zeit ist auch eine Mühle nachweislich. 1423 gehörte die Mühle zum Besitz der Erbrichterei Heřmanice. Als der Besitzer der Herrschaft Odry, Thomas von Zwole, 1555 der Stadt Odry das Braurecht erteilte, unterstellte er Heřmánky dem Bierzwang. Den Erbrichter Bernard befreite er im gleichen Jahr von der Pflicht zur Haltung eines herrschaftlichen Jagdhundes, stattdessen erhob er eine jährliche Naturalabgabe in Form eines Eimers Honig. Im Jahre 1720 bestand das Dorf aus dem Erbrichter und zehn Dreiviertelhüfnern. Ab 1741 wurde in verschiedenen Privathäusern Schulunterricht abgehalten, als erster offizieller Dorflehrer wurde 1775 Johann Georg Ertel angestellt. Im Jahre 1781 wurde das Dorf von Odrau nach Dörfel umgepfarrt; zugleich begann auf Veranlassung der Witwe des Erbrichters Karl Fischer der Bau einer Friedhofskirche, die 1783 geweiht wurde. Im Jahre 1786 heiratete die Witwe Fischer Johann Hanel, er erbte drei Jahre später die Erbrichterei. Zu dieser Zeit gab es in Klein-Hermsdorf einen Erbrichter, einen Großbauern, acht Dreiviertelhüfner, zwei Halbhüfner und 16 Häusler.
Im Jahre 1834 bestand das Dorf Klein-Hermsdorf aus einer geraden Gasse mit 28 fest gebauten Häusern, in denen 194 deutschsprachige Personen lebten. Haupterwerbsquellen waren der Feldbau und die Vieh- und Obstbaumzucht. Im Ort gab es eine Filialkirche, eine Schule und eine Wassermühle. Pfarrort war Dörfel. Bis zur Mitte des 19. Jahrhunderts blieb Klein-Hermsdorf der Minderherrschaft Oderau untertänig.
Nach der Aufhebung der Patrimonialherrschaften bildete Klein Hermsdorf / Malé Heřmanice ab 1849 mit dem Ortsteil Jogsdorf / Jakubšovice eine  Gemeinde im Gerichtsbezirk Odrau. Am 10. März 1866 löste sich Jogsdorf von Klein Hermsdorf los und bildete eine eigene Gemeinde. Ab 1869 gehörte Klein Hermsdorf zum Bezirk Troppau. Zu dieser Zeit hatte das Dorf 179 Einwohner und bestand aus 28 Häusern. Im selben Jahre erfolgte der Bau eines neuen einstöckigen Schulhauses. 1879 wurde in Klein Hermsdorf die erste Freiwillige Feuerwehr des Gerichtsbezirkes Odrau gegründet. Um 1880 ließ der Besitzer der Erbrichterei, Hanel, einen Grauwackesteinbruch anlegen. Zwischen 1881 und 1882 entstand die Bezirksstraße zwischen Odrau und Wigstadtl. Mit der Inbetriebnahme der Lokalbahn Zauchtel–Bautsch am 15. Oktober 1891 entstand bei der Villa Lasar ein Haltepunkt. Mit der Eisenbahn kamen seit dem Ende des 19. Jahrhunderts auch zahlreiche Erholungssuchende in das landschaftlich reizvolle Odertal; da ein Großteil der Sommerfrischler aus Wien anreiste, erhielt das Dorf den Beinamen „Klein Wien“. Das Schulhaus wurde 1907 aufgestockt; das Gebäude beherbergte danach neben der einklassigen Volksschule auch die Gemeindekanzlei und die Lehrerwohnung. Im Jahre 1900 lebten in Klein Hermsdorf / Malé Heřmáky 223 Personen; 1910 waren es 251. Der tschechische Ortsname Malé Heřmáky wurde 1920 in Heřmánky abgeändert. Beim Zensus von 1921 lebten in den 49 Häusern der Gemeinde 234 Menschen, darunter 200 Deutsche und 5 Tschechen. Im Jahre 1930 bestand Klein Hermsdorf aus 48 Häusern und hatte 239 Einwohner; 1939 waren es 241. Die Elektrifizierung erfolgte 1934. Zwischen Klein Hermsdorf und Klein Glockersdorf entstand 1937 ein Bahnhof, der im Ort befindliche Haltepunkt wurde dafür aufgegeben. Nach dem Münchner Abkommen wurde die Gemeinde 1938 dem Deutschen Reich zugesprochen und gehörte bis 1945 zum Landkreis Neu Titschein. 1938 gab es in Klein Hermsdorf eine Erbrichterei (Besitzer Familie Hanel) mit Gasthaus, Steinbruch und 72 ha Ackerland, einen Erbhof (Besitzer Familie Fadle) mit 20 ha Land, die Heitelmühle mit Sägewerk und 15 ha Land, die Sponmühle bei Mariastein mit zwei Gattersägen, einer Dampfmaschine, einer Turbine und 10 ha Land, zwölf Bauernwirtschaften mit 3–21 ha Land, drei Kleinbauern mit 0,8–2 ha Land, einen Wagner, einen Schmied, einen Schneider und einen Gemischtwarenladen. Der Steinbruch von Josef Hanel mit 50 Mitarbeitern hatte eine Jahresproduktion von 200.000 t. Am neuen Bahnhof wurden täglich bis Kriegsende ca. 20 Waggons mit Schotter beladen. Nach dem Ende des Zweiten Weltkrieges kam Heřmánky zur Tschechoslowakei zurück, bis auf sechs Familien wurden die deutschsprachigen Bewohner 1946 vertrieben und das Dorf mit Tschechen neu besiedelt. Heřmánky wurde wieder Teil des Okres Opava-venkov. 1949 erfolgte die Zuordnung zum neu gebildeten Okres Vítkov, der bei der Gebietsreform von 1960 wieder aufgehoben wurde. Im Jahre 1950 hatte das Dorf 206 Einwohner. Wegen des Arbeitskräftebedarfs in den Steinbrüchen von Jakubčovice nad Odrou und Heřmánky wurde nach 1953 in Jakubčovice nad Odrou ein Gefängnis errichtet, die Strafgefangenen wurden als Handarbeiter beim Beladen der Wagen eingesetzt. Auf Grund von tödlichen Unfällen wurde das Gefängnis zu Beginn der 1960er Jahre wieder aufgelöst. Der Steinbruch Heřmánky wurde in dieser Zeit stillgelegt, an der Eisenbahnverladestelle entstand ein Holzverladeplatz. 1961 erfolgte die Eingemeindung nach Jakubčovice nad Odrou; zugleich kam das Dorf zum Okres Nový Jičín. Mit Beginn des Jahres 1979 wurde Heřmánky ein Ortsteil von Odry.
Seit dem 24. November 1990 besteht die Gemeinde Heřmánky wieder. Beim Oderhochwasser 1997 stieg der Pegel des Flusses zwischen dem 7. und 10. Juli auf 5 Meter an, auch die Bäche Čermná und Heřmanický potok wurden zu reißenden Strömen. Bei dem Hundertjahreshochwasser wurden die Ufer der Oder ausgespült. Die Reparatur der beschädigten Flussufer durch die Povodí Odry, s.p. wurde 2001 abgeschlossen. Beim Zensus von 2001 lebten in den 59 Häusern von Heřmánky 157 Personen.

## Sehenswürdigkeiten
- Kirche der Unbefleckten Empfängnis, errichtet 1781–1783
- Jubiläumsquelle
- Geschützte Eibe Tomčíkův tis
- Reste der Burg Švédská skála (Schwedenfelsen), nordwestlich des Dorfes auf einem Felssporn zwischen der Oder und dem Brálný potok

## Söhne und Töchter der Gemeinde
- Hubert Wondra (1849–1932), Hofopernchor-Direktor in Wien